# Love Beyond This World
Love Beyond This World är ett musikalbum av den finska musikgruppen Kwan, släppt den 5 november 2004 genom Universal Music.

## Låtlista
1. Black Lotus
2. Twang
3. Sacrifice
4. Unconditional Love
5. Decadence of the Heart
6. Sharks in the Bloody Waters
7. Forgiveness
8. Nothing Else Matters
9. Footsteps
10. For You
11. Dreaming of...